# Guillaume Ier de Bellême
Pour les articles homonymes, voir Guillaume Ier.
Guillaume Ier de Bellême (Guillelmus Belesmensis) (mort entre 1027 et 1035) est seigneur de Bellême et sire d'Alençon.
Il est le fils d'Yves l'Ancien, probablement son fils aîné.

## Nomination
Guillelmus Belesmensis apparaît dans la charte de fondation de Lonlay comme Guilelmus princeps ou encore Guilelmus Bellismensis provinciae principatum gerens. Le terme « principatus », qui n'apparaît qu'une seule fois dans les actes des ducs de Normandie pour Robert le Magnifique, a le sens d'un pouvoir autonome. Dans l'acte de restauration du chapitre cathédral de Sées vers 1025, il reçoit le surnom de Guillemi Fortmargis, dont on ne comprend pas le sens.

## Biographie
Il apparaît pour la première fois entre 1001 et 1005 dans le Livre III des Miracles de Saint-Benoît par le moine Aimoin de Fleury. Il est dit accompagner l'ost royal du roi Robert le Pieux qui descend sur Orléans à la rencontre de sa future épouse, Constance d'Arles. Vraisemblablement écris en 1005 alors qu'Yves l'Ancien est toujours en vie selon la Vita Gauzlini, Guillaume Ier aurait donc été désigné titulaire de la seigneurie de Bellême du vivant de son père. Il est peut-être le personnage désigné Willelmus laicus dans deux chartes, la première datée de 998-1004, la seconde de 1012-1017.
À la mort de son père, Guillaume confisque le domaine de Magny qui avait été donné à l'abbé Gauzlin. Il le restitue à la suite de l'intervention de Gauzlin lui-même. En signe de bonne volonté, il confie son fils Benoît à l'abbaye.
Il soutient son vassal Giroie l'Ancien dans l'obtention du duc des châteaux de Montreuil et d'Échauffour afin de renforcer son influence dans cette partie du pagus d'Hiémois et contrôler une partie du patrimoine de l'ancienne abbaye d'Ouche. Cette tentative est sabordée par le placement de ces possessions entre 1015 et 1022 sous la juridiction de l'évêque de Lisieux et de la sphère d’influence du duc de Normandie. Il faudrait y voir l'origine des relations difficiles entre la famille de Bellême et l'abbaye de Saint-Évroult ainsi que la lutte avec les Giroie.

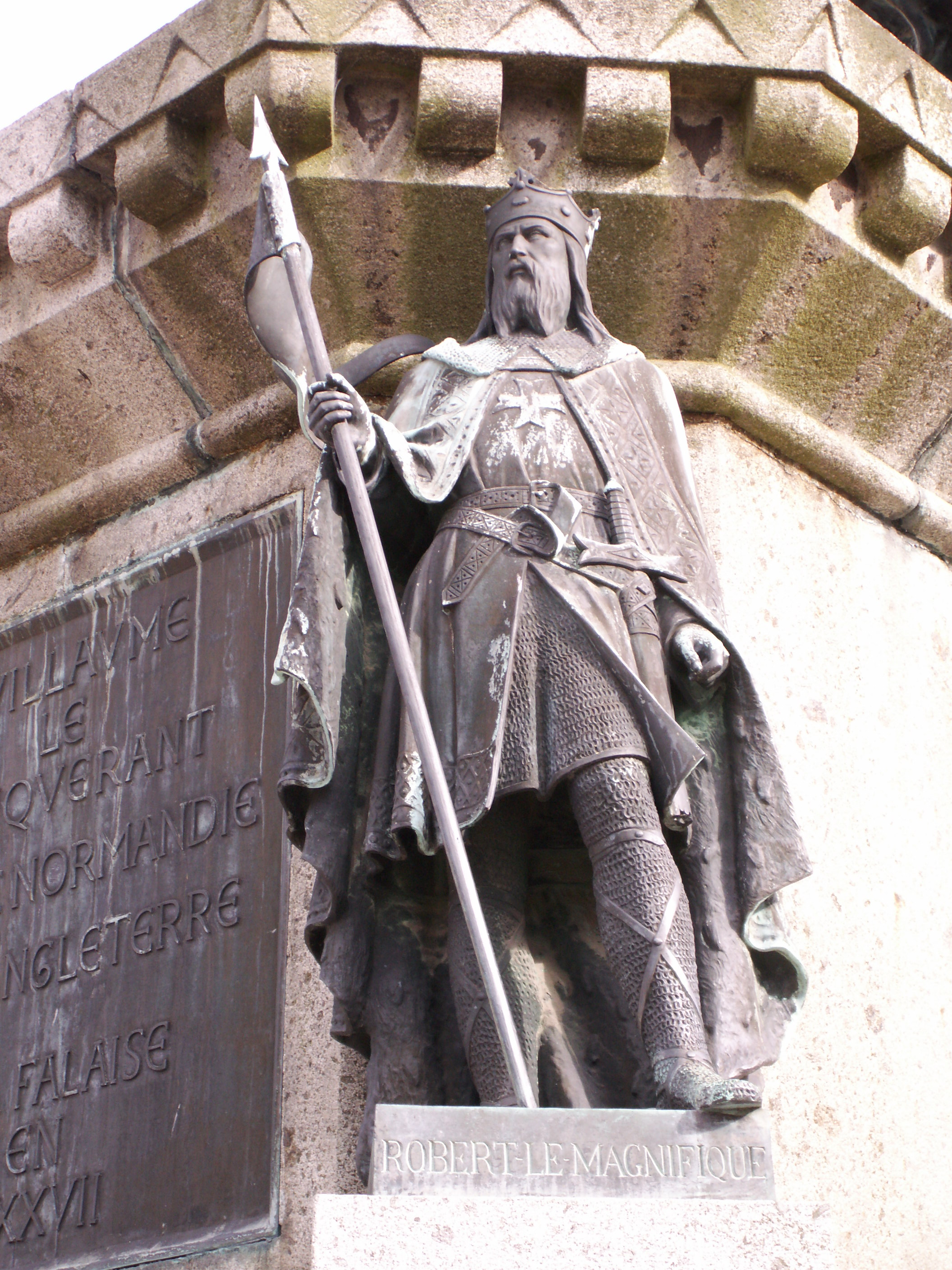
Statue de Robert le Magnifique sur le socle de celle du Conquérant à Falaise.

Lors de la restauration du chapitre cathédral de Sées, vers 1025 selon Marie Fauroux, en présence du duc de Normandie, des évêques normands et autres personnages dans la mouvance du duc, la charte indique que Guillaume donne 3 domaines avec leurs dépendances en prébende aux chanoines, biens qu'il aurait ou ses ancêtres usurpés. Mais aucun texte affirme la possession de biens ecclésiastiques dans la région de Sées avant Guillaume. Selon Orderic Vital, il serait à l'origine de cette usurpation des biens de l'évêché de Sées quand il parle des exactions de Robert II de Bellême « comme l'avait fait son bisaïeul avant lui ». Cette restauration serait due aux nouvelles relations liées avec le duc de Normandie et la confirmation des biens de l'évêché par le duc Robert en faveur de la famille de Bellême ou de Guillaume Ier.
Entre 1015 et 1025, Avesgaud, évêque du Mans, construit un château à Duneau. Le comte du Maine Herbert Éveille-Chien s'en empare et le détruit. Avesgaud trouve refuge chez son frère au château de Bellême. Il excommunie le comte et met l'interdit sur le diocèse. Selon R. Latouche, la guerre qui s'ensuivit est probablement celle rapportée par Orderic Vital. Guillaume combat vigoureusement Herbert Éveille-Chien. Vaincu et mis en fuite, la victoire ne viendra que du renfort de Giroie et des siens. Finalement, Avesgaud lève l'interdit et fait la paix,.
Fin 1024-début 1025, Fulbert de Chartres envoie une lettre à Robert le Pieux dans laquelle il rapporte que Guillaume a fait emprisonner son fils et qu'il ne sera libéré que sur l'avis du roi. Gérard Louise pense qu'il faut relier cet événement au conflit qui oppose le roi au comte de Chartres Eudes II de Blois.
Au début du règne de Robert le Magnifique, il refuse de se soumettre aux obligations et services dus pour le château d'Alençon, qu'il tenait en bénéfice du duc de Normandie. Il chasse la garnison normande et s'enferme dans la citadelle. Robert l'assiège et le contraint à la reddition. Guillaume doit, avant de recevoir le pardon, subir une humiliation afin d'obtenir la clémence de son seigneur : il est obligé de venir à lui nu-pieds et portant une selle de cheval sur le dos. Au même moment ou peu après, ses fils Foulques et Robert mènent des pillages depuis un refuge sans doute situé dans la forêt de Blavou. Une troupe est envoyée par le duc. Foulques est tué, Robert est blessé. Guillaume meurt peu après.
Avant 1030, selon une charte-notice et en présence de sa mère, il donne à la collégiale Saint-Léonard-de-Bellême des biens ecclésiastiques et fonciers situés dans la forêt de Perseigne.

## Constructions et fondations

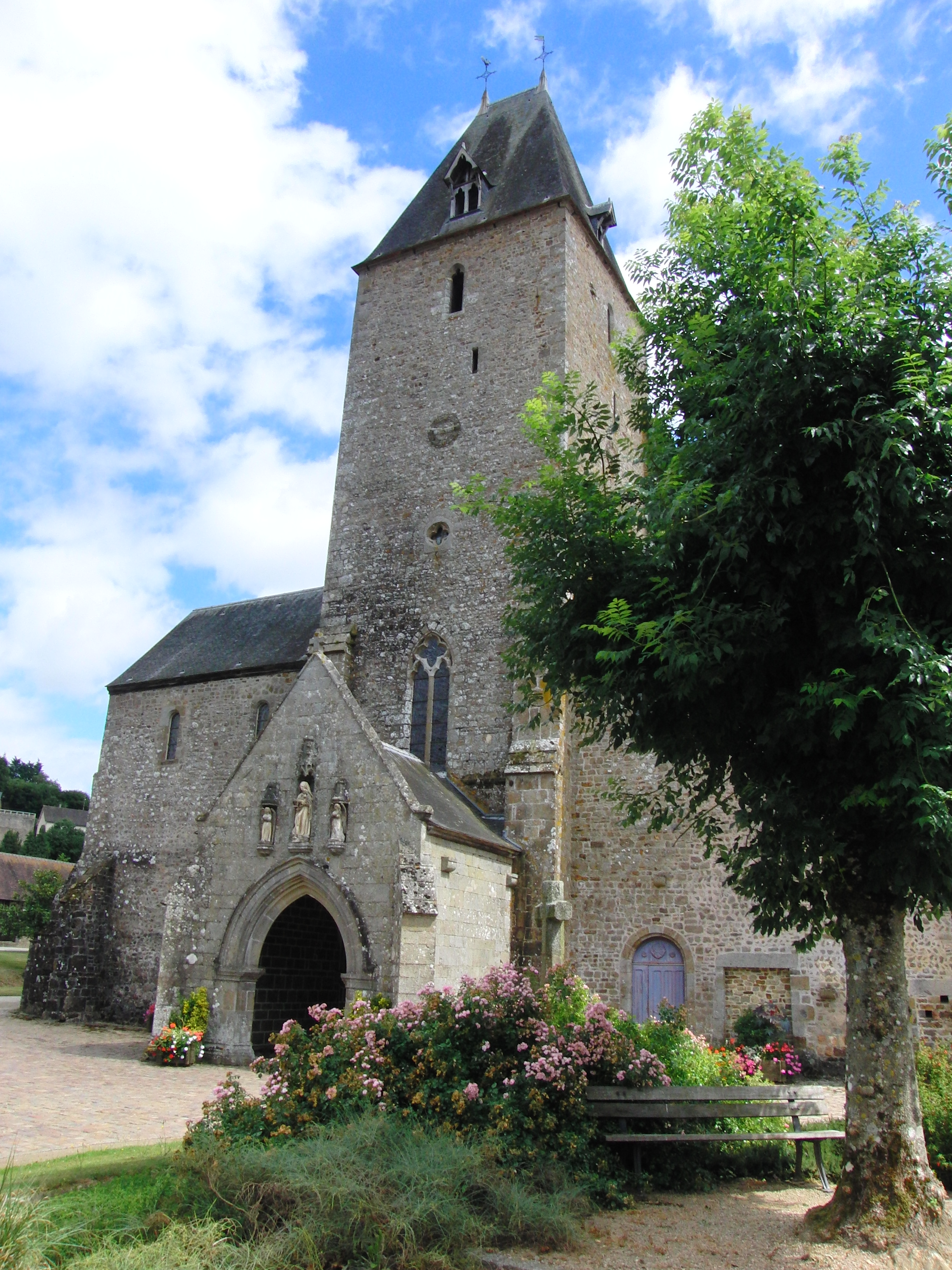
Abbatiale Notre-Dame à Lonlay-l'Abbaye.

Il effectue entre 1015 et 1025 un certain nombre de donations à sa fondation de Lonlay, au cœur des forêts d'Andaine et de Silve Drue, ce qui montre « l'étendue des droits issus des haereditariis beneficiis ». Il autorise les moines à pêcher dans l'Égrenne et la Varenne à l'Assomption, la Nativité et la Pentecôte pendant 3 jours et 4 nuits. Il donne également tous les moulins de Domfront sur la Varenne et ceux de Condé-sur-Noireau. Il exempt également l'abbaye de tonlieu pour le passage de la rivière de Vande. Avant 1030, il donne Lonlay à l'abbaye de Fleury. Gauzlin y envoie des frères et un moine nommé Guillaume.
Malgré la charte de fondation falsifiée à la fin du XIe siècle par l'abbaye de Marmoutier, comme prouvé par Maurice Prou et Jean-François Lemarignier, Guillaume Ier est peut-être à l'origine de la fondation de la collégiale Saint-Léonard dans la basse-cour du nouveau château, et serait alors datée de 1023-1027,.
Le « vieux » château de Bellême est abandonné au profit du « nouveau », construit 200 mètres plus loin par Guillaume Ier à une date inconnue entre 1005/1012 et 1035. Le château de Domfront est attesté entre 1015 et 1025.
À une date inconnue, Guillaume fonde un prieuré implanté à Sainte-Gauburge, confié au moine Bérenger, venu de Saint-Florentin de Bonneval mais devant les difficultés, il renonce.

## Possessions
Peu après l'arrivée de Sigefroi sur le siège épiscopal de Sées, Guillaume entre en possessions de biens situés dans la plaine de Sées, en bordure des forêts d'Écouves et de Bourse et à Alençon.
Entre 1027 et 1035, Guillaume Ier a tenté d'usurper le château d'Alençon de la tutelle ducale. Guillaume de Jumièges vers 1070 précise qu'il le tenait en bénéfice,.
Il maîtrise la dorsale forestière allant du Mortainais au Perche, par les forêts de Bellême, de Perseigne, de Bourse, d'Andaine et de la Silve Drue.

## Décès et succession

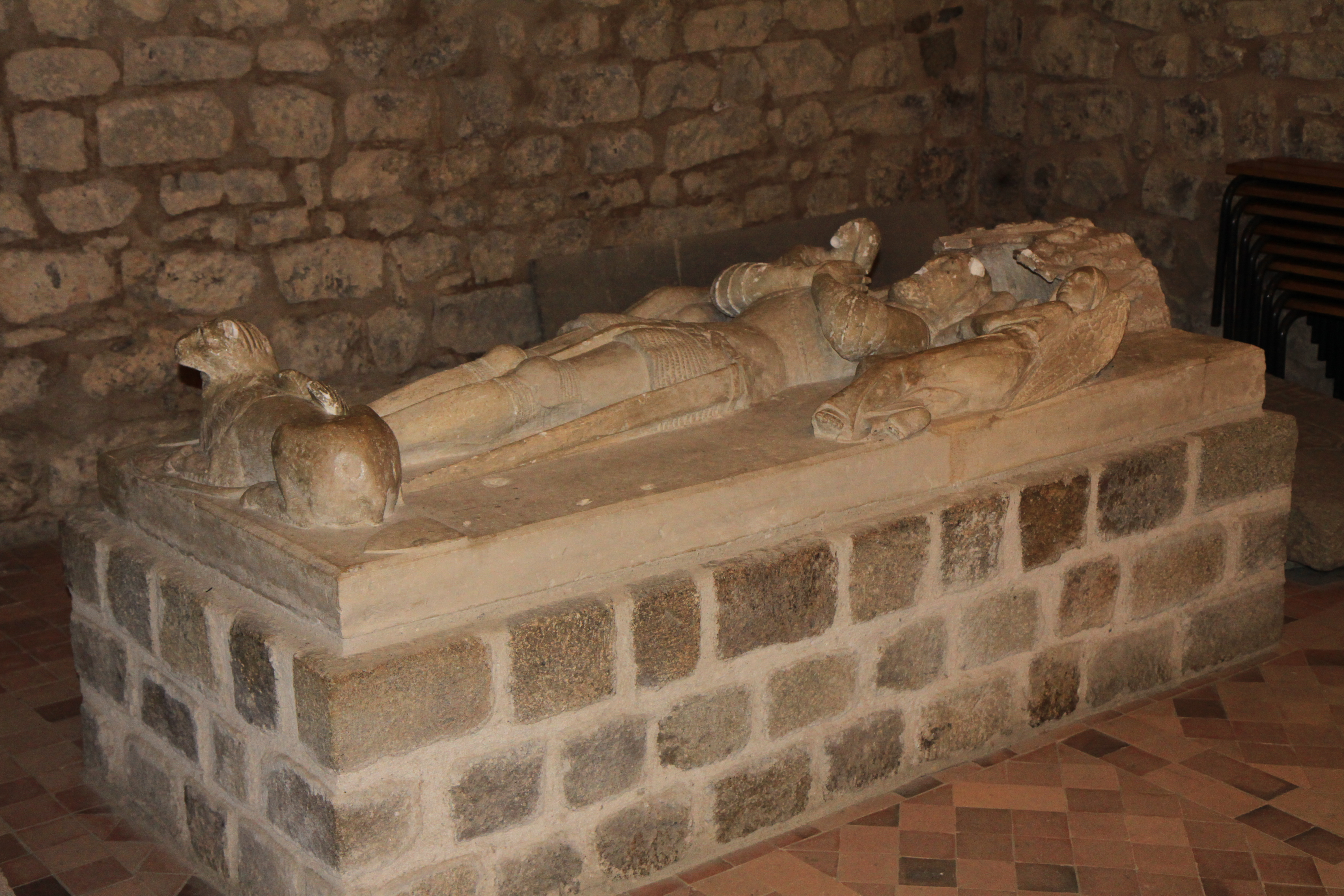
Gisant de Pierre Ledin de la Châlerie (XVIIe siècle), faussement identifié comme de Bellême. Église Notre-Dame-sur-l'Eau à Domfront.

La date de décès de Guillaume Ier pose un problème quant à ses successeurs. Guillaume de Jumièges écrit qu'il meurt peu après un combat auquel ses fils ont participé contre le duc de Normandie Robert le Magnifique en forêt de Blavou. Sa mort a donc lieu entre le 6 août 1027 et le 2 juillet 1035.
Les dates de 1028 et 1031 ne sont que des suppositions. La date de 1028 est utilisée depuis longtemps. Guillaume de Jumièges a placé la mort entre l'accession au duché de Robert en 1027 et le remariage d'Adèle avec Baudouin, comte de Flandres, traditionnellement fixé en 1028. Toutefois, Jean Marx met en garde contre cette chronologie, à de nombreuses reprises révélée fausse.
1031 serait copiée sur le décès de Robert le Pieux et s'appuie sur les interpolations d'Orderic Vital qui place Robert Ier de Bellême après la mort du roi Robert et pendant les troubles qui suivent.
Le lieu de sépulture, selon une tradition tardive, serait fixée dans l'église Notre-Dame-sur-l'Eau à Domfront et le gisant présent comme le sien. Le gisant est en réalité celui de Pierre Ledin de la Chalerie.

## Famille et descendance
Son épouse est Mathilde. Elle est uniquement connue par la copie tardive de la fondation de l'abbaye de Lonlay entre 1015 et 1025. Selon Gérard Louise, il faudrait chercher son origine en Touraine ou en Orléanais. Ce qui pourrait correspondre à certaines légendes parmi lesquelles elle serait issue du lignage de Ganelon de Tours. H. de Motey a voulu la rattacher aux ducs de Normandie, hypothèse totalement rejetée par G.H. White.
Ils ont eu 7 enfants connus : 
- Benoît, probablement moine de Saint-Benoît-sur-Loire ;
- Foulques, mort à la bataille de Saint-Quentin-de-Blavou ;
- Guérin, seigneur de Domfront : sa fille Adèle/Adeline/Adelise épouse Rotrou II du Perche et vicomte de Châteaudun (Rotrou Ier) ?
- Robert, 3e seigneur de Bellême, qui succède à Guillaume ;
- Guillaume, 5e seigneur de Bellême, qui succède à Robert Ier ;
- Yves, évêque de Séez[17], 7e seigneur de Bellême ;
- Sifroi, bâtard de Guillaume Ier.